# Grieks basketbalkampioenschap (mannen)
Het Grieks basketbal kampioenschap is het hoogste niveau clubcompetitie in het Grieks professionele basketbal, waar gespeeld wordt om het nationale kampioenschap van Griekenland. Het wordt georganiseerd door HEBA. Het seizoen bestaat uit een thuis-en-uit schema van 22 wedstrijden, gevolgd door een playoffronde met acht teams. De kwartfinales verlopen volgens het best-of-three-principe en de halve finales en de finale is een best-of-five. De laatste club degradeert naar de A2. Het beste team uit de A2 promoveren naar de A1.

## Winnaars Grieks basketbalkampioenschap
| Jaar | Winnaar | Runner-up | Uitslag | |
| ---- | --- | --- | --- | --- |
| 1987 | Aris BC | Panionios | 3-0 | |
| 1988 | Aris BC | PAOK Saloniki | 3-1 | |
| 1989 | Aris BC | PAOK Saloniki | 3-1 | |
| 1990 | Aris BC | PAOK Saloniki | groepsfase | |
| 1991 | Aris BC | PAOK Saloniki | 4-2 | |
| 1992 | PAOK Saloniki | Olympiakos Piraeus | 4-1 | |
| 1993 | Olympiakos Piraeus | Panathinaikos | 3-1 | |
| 1994 | Olympiakos Piraeus | PAOK Saloniki | 3-2 | |
| 1995 | Olympiakos Piraeus | Panathinaikos | 3-2 | |
| 1996 | Olympiakos Piraeus | Panathinaikos | 3-2 | |
| 1997 | Olympiakos Piraeus | AEK Athene | 3-1 | |
| 1998 | Panathinaikos | PAOK Saloniki | 3-2 | |
| 1999 | Panathinaikos | Olympiakos Piraeus | 3-2 | |
| 2000 | Panathinaikos | PAOK Saloniki | 3-0 | |
| 2001 | Panathinaikos | Olympiakos Piraeus | 3-2 | |
| 2002 | AEK Athene | Olympiakos Piraeus | 3-2 | |
| 2003 | Panathinaikos | AEK Athene | 3-1 | |
| 2004 | Panathinaikos | Maroussi | 3-0 | |
| 2005 | Panathinaikos | AEK Athene | 3-1 | |
| 2006 | Panathinaikos | Olympiakos Piraeus | 3-0 | |
| 2007 | Panathinaikos | Olympiakos Piraeus | 3-2 | |
| 2008 | Panathinaikos | Olympiakos Piraeus | 3-2 | |
| 2009 | Panathinaikos | Olympiakos Piraeus | 3-1 | |
| 2010 | Panathinaikos | Olympiakos Piraeus | 3-1 | |
| 2011 | Panathinaikos | Olympiakos Piraeus | 3-1 | |
| 2012 | Olympiakos Piraeus | Panathinaikos | 3-2 | |
| 2013 | Panathinaikos | Olympiakos Piraeus | 3-0 | |
| 2014 | Panathinaikos | Olympiakos Piraeus | 3-2 | |
| 2015 | Olympiakos Piraeus | Panathinaikos | 3-0 | |
| 2016 | Olympiakos Piraeus | Panathinaikos | 3-1 | |
| 2017 | Panathinaikos | Olympiakos Piraeus | 3-2 | |
| 2018 | Panathinaikos | Olympiakos Piraeus | 3-2 | |
| 2019 | Panathinaikos | Promitheas Patras | 3-0 | |
| 2020 | competitie gestaakt en later definitief beëindigd vanwege de Coronapandemie; koploper Panathinaikos uitgeroepen tot kampioen | competitie gestaakt en later definitief beëindigd vanwege de Coronapandemie; koploper Panathinaikos uitgeroepen tot kampioen | competitie gestaakt en later definitief beëindigd vanwege de Coronapandemie; koploper Panathinaikos uitgeroepen tot kampioen | competitie gestaakt en later definitief beëindigd vanwege de Coronapandemie; koploper Panathinaikos uitgeroepen tot kampioen |
| 2021 | Panathinaikos | Lavrio | 3-1 | |
| 2022 | Olympiakos Piraeus | Panathinaikos | 3-0 | |
| 2023 | Olympiakos Piraeus | Panathinaikos | 3-1 | |
| 2024 | Panathinaikos | Olympiakos Piraeus | 3-2 | |
| 2025 | Olympiakos Piraeus | Panathinaikos | 3-1 | |